# Ryszard Latecki
Ryszard Latecki (ur. 29 sierpnia 1956 w Olkuszu) – polski kompozytor, multiinstrumentalista, w latach 80. XX wieku działacz opozycyjny. Twórca zespołu Laterna, projektu Łemkowyna-Łem i uczestnik grupy Kawalerowie Błotni.

## Działalność opozycyjna i społeczna
Dzieciństwo spędził w Olkuszu. Jego ojciec (Marian) był technikiem elektrykiem, matka (Emilia) nauczycielką. 
Latecki w 1975 zdał maturę, a w październiku 1981 ukończył Politechnikę Warszawską na kierunku poligrafia. Po skończonych studiach rozpoczął pracę jako drukarz w „Solidarności” Regionu Mazowsze. Kontynuował ją w okresie stanu wojennego, organizował konspiracyjne struktury, drukarnie oraz introligatornie, szkolił również drukarzy. Wydał m.in. kilkadziesiąt książek Niezależnej Oficyny Wydawniczej NOWA, a także liczne czasopisma, w tym Tygodnik Mazowsze. W 1988 dołączył do kierownictwa NOWEJ. 
W 2008 odznaczony został przez prezydenta Lecha Kaczyńskiego Krzyżem Oficerskim Orderu Odrodzenia Polski.
W XXI w. zaangażował się w działalność Obywateli RP.

## Działalność artystyczna
Zajmuje się grą na wielu instrumentach, m.in. trąbka, fortepian. Jest wynalazcą półprogowej gitary, którą nazwał „latara” i opatentował.
Ma zróżnicowane zainteresowania muzyczne, obejmujące muzykę tradycyjną, dawną, world music, jazz, live electronics, muzykę współczesną, wolne improwizacje. Zajmuje się też instalacjami dźwiękowymi, takimi jak Klepsydra Dźwiękowa, Sejsmofon, albo Muzyka Rewersyjna.
Wraz z zespołem Kawalerowie Błotni zrealizował wiele projektów koncertowych, m.in. Sonosphere, Archipelag Lutosławski, albo Archipelag Witkacy.
Od 2018 realizuje projekt Łemkowyna-Łem, obejmujący współczesne opracowania łemkowskich pieśni. Zaprosił do niego artystów związanych z muzyką współczesną, jak i tradycyjną
Z założoną przez siebie grupą Laterna nagrał kilka płyt, wydanych przez OBUH Records, m.in. Laterna (2006), Laterna lato (2009), Mermago (2010).
Wielokrotnie otrzymywał stypendium artystyczne Ministerstwa Kultury (w latach 2006, 2010, 2013, 2019, 2020). W 2017 otrzymał Stypendium artystyczne Miasta Warszawa.
Od 2013 jest wiceprezesem Polskiego Towarzystwa Muzyki Współczesnej.